# Mimi Parentová
Mimi Parentová (8. září 1924 Montréal – 14. června 2005 Villars-sur-Ollon) byla kanadská malířka – surrealistka.

## Životopis
Mimi Parentová byla osmé z devíti dětí architekta Luciena Parenta. Studovala malířství na École des Beaux-Arts v Montréalu v roce 1942, a pracovala ve studiu Alfreda Pellana. Tam se setkala s Jean Benoîtem. V roce 1947, ona i Jean Benoît byli propuštěni ze školy kvůli nedisciplinovanosti.
V roce 1948 prodala Mimi Parentová všechny své práce do galerie Dominion v Montrealu, která uspořádala její první samostatnou výstavu. Vdala se za Jeana Benoîta a oba obdrželi grant od francouzské vlády ke studiu v Paříži. V roce 1959 se setkala s André Bretonem a připojila se k surrealistické skupině
Přispěla k realizaci Mezinárodní surrealistické výstavy (EROS), která se konala od 15. prosince 1959 do 15. února 1960 v Paříži. S Marcelem Duchampem navrhla podobu katalogu a realizovala prostor Fetišové haly.
Po smrti Jeana Benoîta v roce 2010, byl její popel spolu s popelem Jeana Benoîta rozptýlen u zámku Lacoste ve Vaucluse, který kdysi patřil Markýzovi de Sade.

## Výstavy
Do roku 1987 se Mimi Parent zúčastnila hlavních surrealistických výstav včetně:
- Mezinárodní výstava surrealismu – EROS v galerii Daniel Cordier, Paříž, 1959,
- Mostra internazionale del Surrealismo v Gallerii Schwarz v Miláně, 1960,
- Absolutní odklon, organizovaný A. Bretonem v Galerie de l'Œil, Paříž, 1965,
- A Phalla, v roce 1967 v Nadaci A. Alvarez Pentadeo v São Paolo,
- Princip slasti – Mezinárodní výstava surrealismu v galeriích v Praze, Brně a Bratislavě, Československo, 1968,
- Žena a surrealismus v muzeu výtvarných umění v Lausanne v roce 1987.

- V roce 2004 muzeum výtvarného umění v Montrealu věnovalo výstavu manželskému páru Parentová-Benoît.